# 1835 في المملكة المتحدة
فيما يلي قوائم الأحداث التي وقعت خلال عام 1835 في المملكة المتحدة.

## سياسة

### تعيين في المنصب
- 18 أبريل – جون رسل وزير الدولة للشؤون الداخلية [الإنجليزية]‏.
- 18 أبريل – روبرت بيل زعيم معارضة.

### انتهاء فترة المنصب
- 8 أبريل – روبرت بيل رئيس وزراء المملكة المتحدة، مستشار الخزانة.
- 18 أبريل – آرثر ويلزلي وزير الدولة للشؤون الخارجية وشؤون الكومنولث [الإنجليزية]‏.

## مواليد

### فبراير
- 25 فبراير – أوسبرت سالفين

### مايو
- 27 مايو – إميلي فيثفول

### يوليو
- 9 يوليو – آرثر بيمبر لاعب كرة قدم إنجليزي.
- 20 يوليو – إرنست جايلز مستكشف أسترالي.

### سبتمبر
- 1 سبتمبر – وليم ستانلي جيفونز

### أكتوبر
- 20 أكتوبر – كاري فوستر فيزيائي بريطاني.

### نوفمبر
- 25 نوفمبر – أندرو كارنيغي

### ديسمبر
- 4 ديسمبر – صموئيل بتلر

## وفيات

### يناير
- 1 يناير – ماثيو لومسدن (مواليد 1777)
- 20 يناير – روبرت سويت (مواليد 1783) عالم نبات بريطاني.

### يونيو
- 12 يونيو – إدوارد ترووغتون (مواليد 1753) عالم فلك من المملكة المتحدة.

### سبتمبر
- 14 سبتمبر – جون برينكلي (مواليد 1763)

### ديسمبر
- 1 ديسمبر – تشارلز هايتر (مواليد 1761) فنان بريطاني.